# République démocratique de Géorgie
1918–1921
Entités précédentes :
- RDF de Transcaucasie

Entités suivantes :
- RSS de Géorgie
- RSS abkhaze

La république démocratique de Géorgie (RDG ; en géorgien საქართველოს დემოკრატიული რესპუბლიკა, Sak'art'velos demokratiouli respoublika), aussi nommée première république de Géorgie, fut la première entité moderne de la république de Géorgie, de 1918 à 1921.
La RDG est créée après la chute de l'Empire russe, qui commence avec la révolution russe de 1917 (février à octobre), celle du Comité spécial de Transcaucasie et du Haut commissariat à la Transcaucasie (novembre 1917 à février 1918) et celle de la république démocratique fédérative de Transcaucasie (février à mai 1918). Ses pays frontaliers sont la république populaire du Kouban et la république montagnarde du Nord-Caucase au nord, l'Empire ottoman et la république démocratique d'Arménie au sud, et la république démocratique d'Azerbaïdjan au sud-est. Sa superficie totale est d'environ 107 600 km2 (en comparaison, la superficie totale de la Géorgie actuelle est de 69 700 km2), tandis que sa population atteint les 2 500 000 personnes.
La capitale de la Géorgie démocratique est Tiflis (aujourd'hui Tbilissi) et sa langue est le géorgien. Proclamée le 26 mai 1918, elle est dirigée par une coalition politique conduite par le Parti ouvrier social-démocrate géorgien, dit menchevik. Face à des problèmes internes et externes permanents, le jeune État ne peut résister à l'invasion de l'Armée rouge envoyée par la république socialiste fédérative soviétique de Russie et disparait en février et mars 1921 : elle laisse place à une république socialiste autonome, au sein de la république socialiste fédérative soviétique de Transcaucasie.

## Contexte
Après la révolution russe de février 1917 et la disparition de l'administration tsariste dans le Caucase, la quasi-totalité du pouvoir revient au Comité spécial de Transcaucasie (OZAKOM, raccourci d'Osobyi Zakavkazskii Komitet). Le comité est contrôlé par les sociaux-démocrates dits mencheviks, qui suivent la politique du Comité exécutif du Soviet de Petrograd présidé par Nicolas Tcheidze - et qui supportent le gouvernement provisoire de Russie présidé par Alexandre Kerensky. Le coup d'État bolchévique du mois d'octobre change la situation considérablement. Les Soviets du Caucase refusent de reconnaître le régime de Lénine. À la suite de l'augmentation du nombre de déserteurs de l'armée russe du front ottoman, des nettoyages ethniques, de l'anarchie régionale et de l'une des dernières dispositions du gouvernement provisoire de Russie, les politiciens arméniens, azerbaïdjanais et géorgiens créent le 14 novembre 1917 une autorité unie régionale connue sous le nom de Haut commissariat à la Transcaucasie, dont l'exécutif est présidé par Evguéni Guéguétchkori. Le 10 février 1918, une Assemblée parlementaire provisoire transcaucasienne, le Sejm, se réunit, élit Nicolas Tcheidze à sa présidence et proclame la république démocratique fédérative de Transcaucasie couvrant les territoires arménien, azerbaïdjanais et géorgien. Le 22 avril Akaki Tchenkéli succède à Evguéni Guéguétchkori à la présidence de l'exécutif.
Plusieurs Géorgiens, influencés par les idées d'Ilia Tchavtchavadzé et d'autres intellectuels de la fin du XIXe siècle, militent pour l'indépendance de la Géorgie : ils se rassemblent au sein d'un mouvement national-démocrate en cours de formation et s'appuient sur certains acquis du mouvement social-fédéraliste. La renaissance culturelle est plus tard renforcée par la restauration de l'autocéphalie de l'Église orthodoxe géorgienne (12 mars 1917) et l'établissement d'une Université nationale à Tiflis (1918). Les sociaux-démocrates géorgiens regardent d'abord l'indépendance vis-à-vis de la Russie soviétique comme une étape temporaire visant à s'opposer à la révolution bolchévique russe et considèrent les appels à l'indépendance avec prudence. Toutefois, la république démocratique fédérative de Transcaucasie ne vit pas longtemps. Minée par des tensions internes croissantes et sous pression de l'Empire ottoman, elle est dissoute le 26 mai 1918 quand le Conseil national géorgien, dont le porte-parole est Noé Jordania, déclare la restauration de l'indépendance de la Géorgie, suivi par l'Arménie et l'Azerbaïdjan le 28 mai 1918.

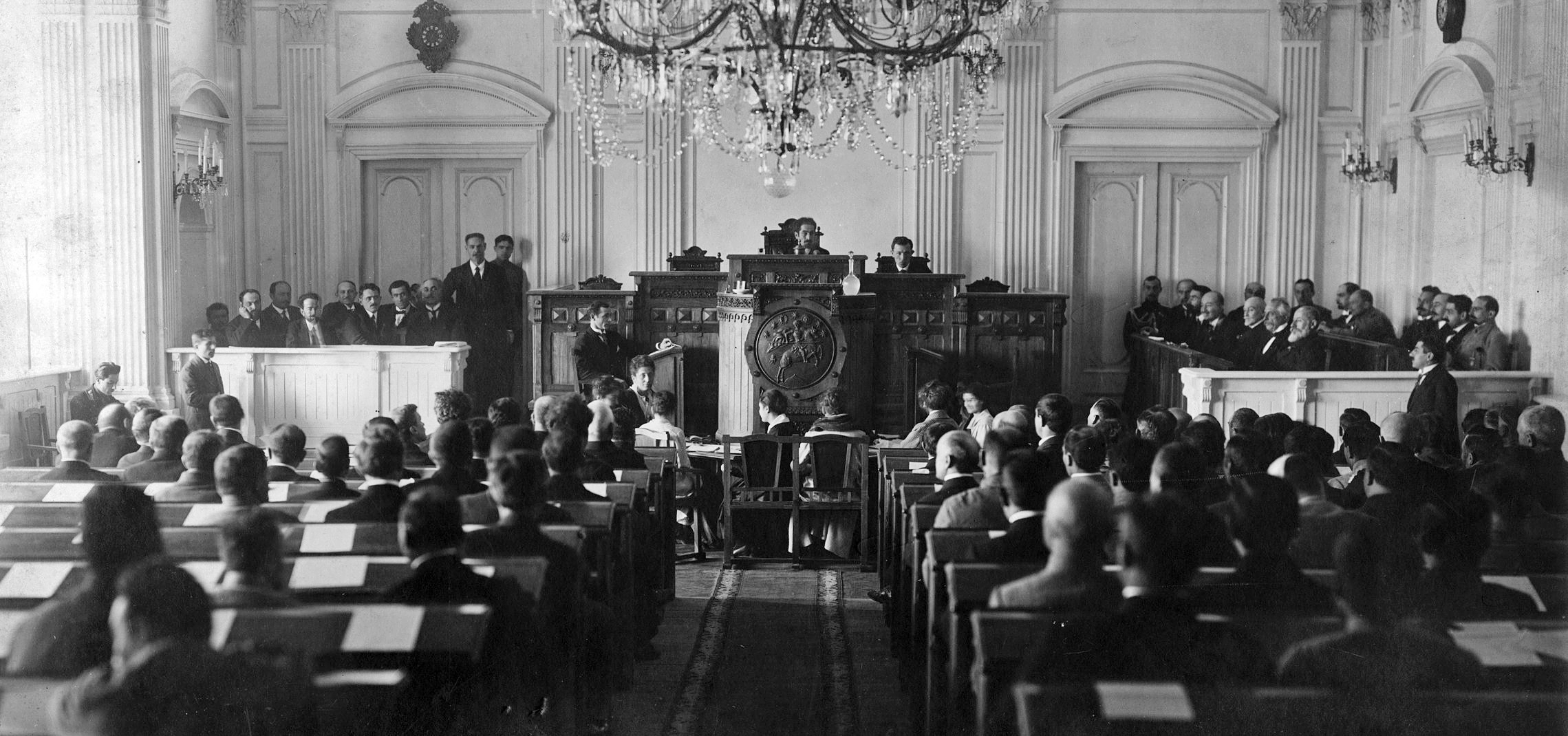
Déclaration d'indépendance de la RDG par le Conseil national géorgien.

## République parlementaire
La déclaration de l'indépendance de la Géorgie du 26 mai 1918, surligne les principes de la future démocratie de la nation. Selon elle, « la république démocratique de Géorgie garantit équitablement tous les droits politiques du pays, sans prendre compte de la nationalité, de la croyance, du rang social ou du sexe ».
Le Conseil national géorgien devient l'assemblée parlementaire provisoire de la république démocratique de Géorgie, assemblée présidée par Nicolas Tcheidze. Du 14 au 17 février 1919, la Géorgie procède aux élections d'une Assemblée constituante, remportées par les sociaux-démocrates avec 81,5 % des votes. Nicolas Tcheidze — représentant de la RDG à la Conférence de la paix de Paris —, est reconduit à la présidence : il s'entoure d'un vice-président national-démocrate, Ekvtimé Takhaïchvili et d'un vice-président social-fédéraliste, Samson Pirtskhalava.

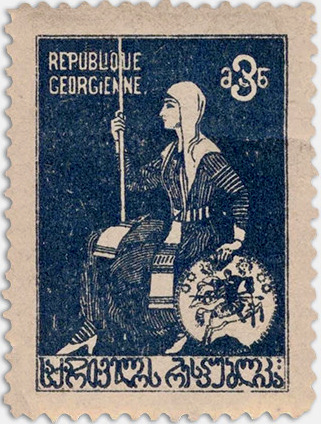
République Géorgienne - une inscription française sur le timbre postal géorgien de 1920.

La présidence du gouvernement, approuvée par l'assemblée parlementaire pour un mandat d'un an (on ne pouvait prétendre à la présidence que deux fois), détient le pouvoir exécutif : elle nomme les ministres, dirige le pays et le représente auprès des nations étrangères. Le premier gouvernement est présidé par Noé Ramichvili. Le second gouvernement est présidé par Noé Jordania.
Un sénat est constitué afin de valider la constitutionnalité des lois et leur application : ses membres sont élus par l'assemblée parlementaire.

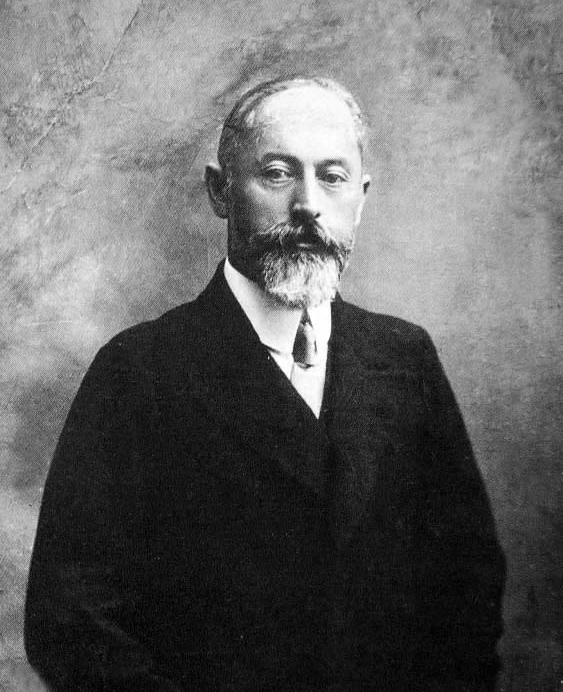
Noé Jordania, président des 2e et 3e gouvernements.

## Défense nationale et frontières

### Forces armées
La Garde populaire constitue une force militaire d'intervention dans le pays. Fondée le 5 septembre 1917 en tant que Garde des travailleurs, elle est par la suite renommée Garde rouge, avant de devenir Garde populaire. Cette force est une structure militaire hautement politique, placée directement sous le contrôle de l'assemblée parlementaire et non sous celui du ministère de la Guerre. La garde est commandée par le social-démocrate Valiko Djoughéli.
La RDG forme en parallèle une armée nationale régulière. En temps de paix, seule une partie des troupes est armée, la majorité des soldats n'étant appelés qu'en temps de guerre. En cas de danger pour la république, ils sont mobilisés par le chef d'État-major et fournis en armes. Entre mars 1919 et octobre 1920, l'armée géorgienne est réorganisée. Les autorités politiques de la RDG et les autorités militaires — dont les cadres sont issus de l'armée tsariste — ne travaillent pas toujours en confiance : la disproportion des forces en présence en 1921 lors de l'attaque conjointe de l'Armée rouge et de l'armée ottomane explique la défaite géorgienne mais, selon certains officiers supérieurs de l'armée géorgienne, une meilleure préparation (entrainement, armements, munitions) aurait permis de résister plus longtemps et d'attirer l'attention internationale. Elle a eu pour commandants en chef Guiorgui Kvinitadzé du 26 mai 1918 au 13 décembre 1920, Ilia Odichelidze à partir du 13 décembre 1920 et à nouveau Guiorgui Kvinitadzé du 16 février au 17 mars 1921.

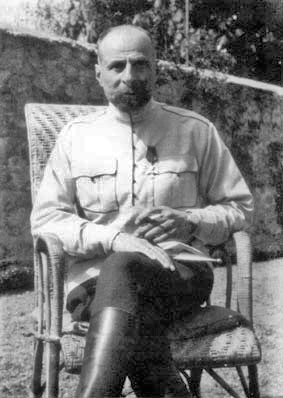
Général Guiorgui Kvinitadzé, commandant en chef.

### Frontières
Les frontières de la RDG de 1918 à 1921 se forment après de multiples conflits frontaliers avec ses voisins caucasiens, tandis qu'une multitude de traités et de conventions sont promulgués pour définir les limites du pays.

Carte des frontières du territoire, qui a été proposée par la délégation géorgienne à la Conférence de paix de Paris de 1919 pour inclusion dans la république démocratique géorgienne, ainsi que les territoires qui, après 1921, font partie des États voisins.

Au nord et au nord-ouest, depuis le début de la guerre civile russe jusqu'à l'établissement du pouvoir soviétique en Ciscaucasie, la Géorgie partage des frontières avec plusieurs entités ethniques qui éprouvent des difficultés à se fédérer. Dans un premier temps l'Armée blanche de Dénikine est à la recherche d'un territoire qui servirait de base à la reconquête de la Russie : le conflit éclate en Abkhazie le 17 avril 1919 et le gouvernement géorgien fait donner son armée nationale en cours de formation, renforcée par la garde populaire. Une médiation est tentée par la mission militaire britannique, désireuse d'unir toutes les forces antibolchéviques de la région : elle dessine une ligne imaginaire traversant le Caucase et que l'Armée blanche n'a pas le droit de franchir. Cette situation contribue à la signature d'un accord mutuel de défense le 16 juin 1919 entre la république démocratique de Géorgie et la république démocratique d'Azerbaïdjan, la république démocratique d'Arménie ne s'y associe pas considérant que le danger ottoman est plus fort que le danger russe. Dans un deuxième temps le traité de Moscou du 7 mai 1920 est censé fixer la frontière entre la république démocratique de Géorgie et la Russie soviétique.
Au sud-ouest, la frontière de la république démocratique de Géorgie avec l'Empire ottoman change continuellement : l'offensive ottomane sur le Caucase -— encouragée par le traité de Brest-Litovsk du 3 mars 1918 signé entre l'Empire allemand et la Russie soviétique — conduit à la signature le 4 juin 1918 d'un traité turco-géorgien cédant Akhalkali, Akhaltsikhé et Batoumi. Parallèlement le gouvernement obtient la protection de l'Empire allemand dont les troupes débarquent à Poti le 8 juin 1918 ; 3 000 hommes sont déployés sous le commandement de Friedrich Freiherr Kress von Kressenstein ; ils seront évacués après l'armistice de la Première Guerre mondiale, non sans avoir abandonné une partie de leur matériel militaire. Les Britanniques — mandatés par les puissances alliées — débarquent le 11 novembre 1918 à Batoumi et déploient leurs régiments le long de la ligne de chemin de fer menant à Bakou ; ils atteignent Tiflis le 25 décembre 1918. Le traité de Sèvres du 10 août 1920 — défavorable à l'Empire ottoman — donne le contrôle des districts d'Artvin et d'Ardahan, du Lazistan oriental (districts de Rize et de Hopa), des districts d'Akhaltsikhe et d'Akhalkalaki, ainsi que de la région de Batoumi au gouvernement géorgien ; il sera déclaré caduc par les révolutionnaires turcs menés par Mustapha Kémal lorsqu'ils prendront le pouvoir à Ankara. En définitive, seuls Akhaltsikhé et Akhalkali resteront sous contrôle géorgien, ainsi que Batoumi à la suite de la dernière victoire, le 17 mars 1921, de l'armée nationale géorgienne (sous commandement du général Guiorgui Mazniachvili) sur l'armée ottomane.
Au sud-est, la frontière avec la république démocratique d'Arménie est disputée pour une partie des districts de Bortchalo et de Lori : une brève guerre est menée entre les deux pays du 13 au 31 décembre 1918, les troupes arméniennes ayant attaqué à la faveur du retrait des troupes ottomanes. La médiation britannique, du 9 au 17 janvier 1919, institue le territoire neutre de Bortchalo et de Lori, à double tutelle administrative, arménienne et géorgienne.
À l'est, l'Azerbaïdjan réclame le contrôle du district de Zaqatala. Le différend ne déclenche toutefois pas à d'hostilité armée et les relations entre les deux pays restent calmes.

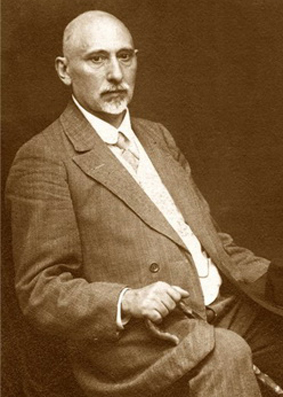
Ekvtime Takaichvili, vice-président de l'assemblée parlementaire.

## Affaires intérieures
Le 21 mars 1919, Noé Jordania, qui a succédé à Noé Ramichvili à la présidence d'un 2e gouvernement d'union nationale, forme un 3e gouvernement homogène social-démocrate : il doit gérer les révoltes armées des paysans, les révoltes séparatistes des minorités en Abkhazie et en Ossétie du Sud, les unes et les autres souvent organisées par les Bolcheviks locaux et en liaison avec la Russie soviétique.

### Réformes
Durant son histoire d'un peu plus de deux années, l'assemblée parlementaire a adopté 126 lois. Parmi ces lois, on peut compter celles sur la citoyenneté, les élections locales, la défense du pays, la langue officielle, les symboles nationaux, l'agriculture, le système législatif, les arrangements politiques et administratifs pour les minorités ethniques (y compris pour le Conseil populaire d'Abkhazie), l'éducation publique, l'économie et le système monétaire, les chemins de fer, le commerce et la production locale.
La réforme agraire, qui avait été votée le 23 janvier 1919 sur proposition de Noé Khomériki, est conduite et appliquée par ce même ministre de l'agriculture resté en poste dans les trois gouvernements successifs. Les réformes du système judiciaire et des gouvernements locaux sont organisées. L'Abkhazie bénéficie d'une autonomie au sein de la république démocratique de Géorgie.

### Économie

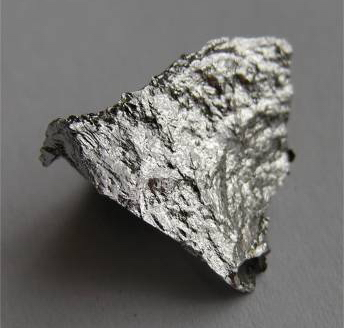
Le manganèse fut la principale source de l'économie de la RDG, après l'agriculture.

L'agriculture est la principale source de l'économie de la Géorgie, pays à tradition de vignobles et de vin. La réforme agraire, et ses multiples déclinaisons, contribuent à un degré de stabilité des cultures de subsistance et d'approvisionnement urbain : la superficie de terre ensemencée passe de 353 000 hectares en 1916 à 621 000 hectares en 1921. La sériculture voit sa production de cocons s'accroître, 700 tonnes en 1917, 840 tonnes en 1920 et 1 415 tonnes en 1921.
L'industrie du manganèse à Tchiatoura, menée par la famille Modebadzé, présente un intérêt majeur pour la métallurgie européenne : près de 70 % de son approvisionnement provient de cette région au début du XXe siècle. La production passe de 26 000 tonnes en 1918, à 65 000 tonnes en 1919 et à 121 000 tonnes en 1920. L'exportation passe de 39 000 tonnes en 1919 à 171 000 tonnes en 1920. L'extraction de charbon à Tkibouli passe de 36 000 tonnes en 1919 à 80 000 tonnes en 1920.
En termes de transport et communication, la Géorgie exploite sa situation géographique privilégiée et devient un corridor international grâce aux ports de Poti et de Batoumi. Elle est le débouché de l'oléoduc de Bakou à Batoumi et du chemin de fer transcaucasien.
Les conséquences internationales de la Première Guerre mondiale et les difficultés rencontrées par les trois gouvernements successifs à concrétiser les réformes votées ont conduit à une crise économique en Géorgie : plusieurs signes d'amélioration sont toutefois observés en 1920 et en 1921, avant que la Russie n'envahisse le pays.

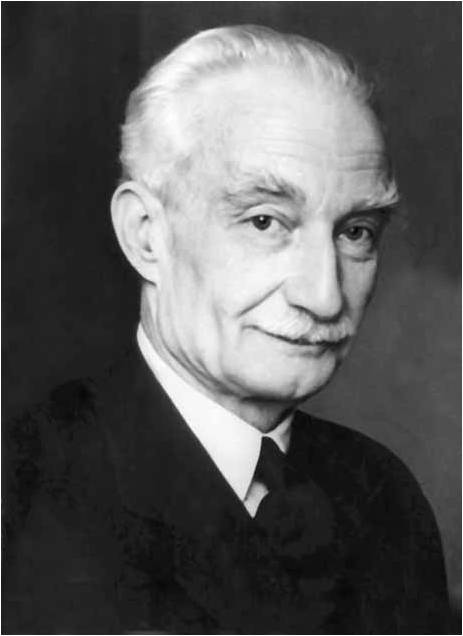
Ivane Djavakhichvili, fondateur de l'Université de Tiflis.

### Culture
Plusieurs évènements fondateurs de la vie culturelle géorgienne prennent naissance durant cette période. En 1918, une université (aujourd'hui connue sous le nom d'Université d'État Ivane Javakhishvili) est fondée à Tiflis, illustrant le rêve des Géorgiens de retrouver le rayonnement culturel qu'ils avaient connu et qui ne fut pas possible durant l'annexion par l'Empire russe. D'autres centres d'éducation, dont des lycées à Tiflis, à Batoumi, à Koutaïssi, à Ozourguéti, à Poti et à Gori, l'École militaire de Tiflis, le Séminaire pédagogique de Gori, le Séminaire pédagogique pour les Femmes et bien d'autres, sont fondés. La RDG ouvre également plusieurs écoles pour les minorités ethniques. Les principaux lieux culturels du pays sont le Musée national de Géorgie (Tiflis), les théâtres de la capitale et de Koutaïssi, la Maison de l'Opéra national de Tiflis et l'Académie nationale de l'Art. Les journaux tels que Sakartvelos Respoublika (« république de Géorgie »), Sakartvelo (« Géorgie »), Ertoba (« Unité »), Samchoblo (« Patrie »), Sakhalkho Sakme (« Affaires Publiques »), The Georgian Messenger et The Georgian Mail (les deux derniers étant publiés en anglais) sont diffusés sur le plan national.

### Structure territoriale
En République démocratique de Géorgie, conformément au projet de division du territoire de la Géorgie en nouvelles unités administratives (régions), élaboré par la Commission d'autonomie gouvernementale de l'Assemblée constituante de la République démocratique de Géorgie en 1920 (Publication du Comité de l'Union des organes élus de l'autonomie locale de Géorgie n° 2, 1920 (Imprimerie d'État), Tiflis. - 103 p. ; Bibliothèque nationale du Parlement de Géorgie, Fonds d'archives, F 7.876/4 - https://dspace.nplg.gov.ge/handle/1234/277728) la division en gouvernorats et oblasts a été supprimée, les uezds et okrugs ont été préservés, renommés régions. Les noms des régions étaient principalement proposés par les noms de leurs centres administratifs. Des changements mineurs ont été apportés à leurs frontières et plusieurs anciens uezds et okrugs ont été unifiés : les okrugs de Batoumi et d'Artvin - dans la région de Batoumi, les uezds d'Akhaltsikhé et d'Akhaltsikhé - dans la région d'Akhaltsikhé, les uezds de Dusheti et Tianet dans la région d'Ananuri. En outre, trois entités autonomes ont été créées : l'autonomie abkhaze (région de Soukhoumi), l'autonomie de la Géorgie musulmane (région de Batoumi) et la région de Zagatala. Une autonomie locale à deux niveaux a été introduite : 18 régions et l'équivalent des régions, la capitale de la Géorgie - Tiflis (Tbilissi) au niveau régional et 356 villes et communautés au niveau local. La partie sud du district d'Ardahan et du district d'Olta - si la République démocratique de Géorgie en prend le contrôle, feront partie de la région d'Artaani créée.

Nouvelles unités administratives-territoriales (régions – «olki») de la République démocratique de Géorgie, créées conformément au projet, sur la base des uezds et okrugs existants de l'Empire russe (les noms alternatifs des zones sont indiqués entre parenthèses) :

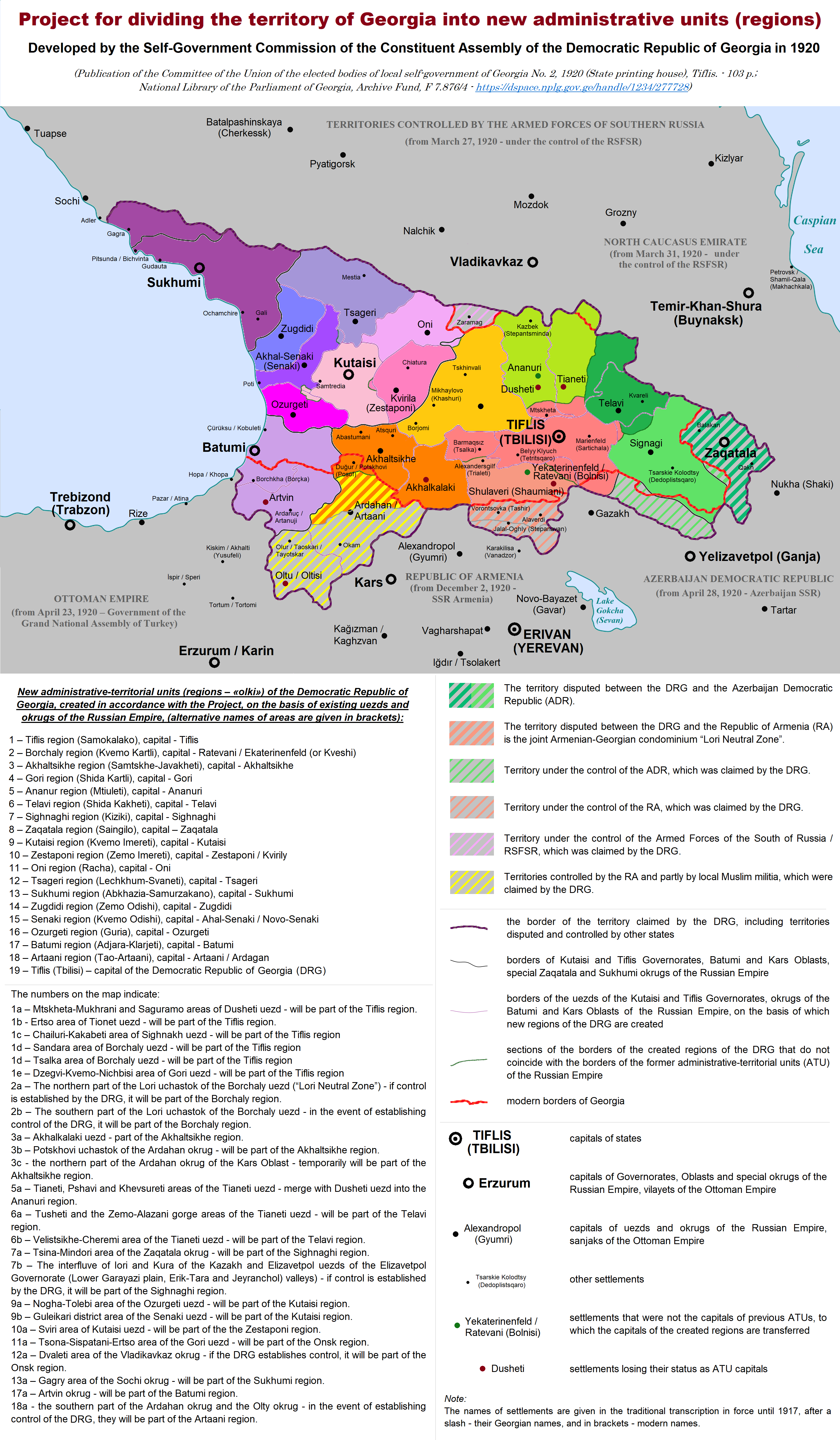
Carte du projet de division du territoire de la Géorgie en nouvelles unités administratives (régions) en 1920.

1 – Région de Tiflis (Samokalako), capitale - Tiflis (Tbilissi)
2 – Région de Borchaly (Kvemo Kartli), capitale - Ratevani/Ekaterinenfeld (ou Kveshi)
3 – Région d'Akhaltsikhé (Samtskhé-Djavakhétie), capitale - Akhaltsikhé
4 – Région de Gori (Shida Kartli), capitale - Gori
5 – Région d'Ananur (Mtiuleti), capitale - Ananuri
6 – Région de Telavi (Shida Kakheti), capitale - Telavi
7 – Région de Sighnaghi (Kiziki), capitale - Sighnaghi
8 – Région de Zaqatala (Saingilo), capitale – Zaqatala
9 – Région de Kutaissi (Kvemo Imereti), capitale - Kutaissi
10 – Région de Zestaponi (Zemo Imereti), capitale - Zestaponi / Kvirily
11 – Région d'Oni (Racha), capitale - Oni
12 – Région de Tsageri (Lechkhum-Svaneti), capitale - Tsageri
13 – Région de Soukhoumi (Abkhazie-Samurzakano), capitale - Soukhoumi
14 – Région de Zougdidi (Zemo-Odishi), capitale - Zougdidi
15 – Région de Senaki (Kvemo Odishi), capitale - Ahal-Senaki / Novo-Senaki
16 – Région d'Ozurgeti (Guria), capitale - Ozurgeti
17 – Région de Batoumi (Adjarie-Klarjeti), capitale - Batoumi
18 – Région d'Artaani (Tao-Artaani), capitale - Artaani / Ardahan

19 – Tiflis (Tbilissi) – capitale de la République démocratique de Géorgie.

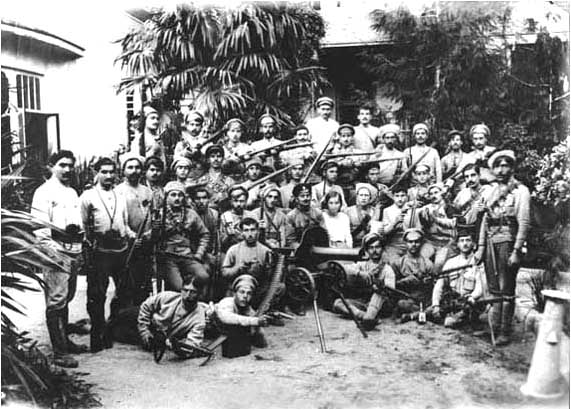
La Garde populaire.

## Affaires étrangères

### Relations avec l'Empire allemand
L'existence d'un courant germanophile est ancienne en Géorgie. Plusieurs facteurs y ont contribué à des degrés divers, la présence de colonies allemandes installées sur le territoire géorgien aux siècles précédents, le savoir-faire scientifique et technique allemand transmis par le canal russe, l'idéologie sociale-démocrate allemande largement diffusée dans les congrès socialistes internationaux, le partage d'un ennemi commun, l'Empire russe,... Les perspectives de paix séparée entre la Russie soviétique de Lénine et l'Empire allemand de Guillaume II déclenchent dès le début 1918 la désorganisation de l'armée russe sur le front d'Asie mineure : l'Empire ottoman y voit une occasion de reconquête des territoires perdus et même au-delà. Pour les dirigeants politiques géorgiens, tant en responsabilité au sein de la république démographique fédérative de Transcaucasie comme Akaki Tchenkéli, qu'au sein du Conseil national géorgien comme Noé Jordania, l'Empire allemand apparait comme le seul rempart à l'avancée militaire ottomane. Dès les premiers jours de mai 1918, une cellule technique allemande s'installe clandestinement à l'ambassade de Suède à Tiflis : elle permet de communiquer avec Berlin et de faire avancer les négociations avec les candidats au pouvoir en Géorgie. Une convention est signée le 28 mai 1918 avec l'Empire allemand, reconnaissant la création de cette dernière, accordant des avantages économiques à Berlin et demandant aux troupes allemandes de contenir l'avancée ottomane sur le territoire géorgien (Général Friedrich Kress von Kressenstein). Le 8 juin 1918, un corps expéditionnaire allemand de 3 000 hommes débarque à Poti et se déploie le long de la partie géorgienne de la ligne de chemin de fer reliant Batoumi à Bakou, évitant ainsi toute incursion ottomane. À l'approche de l'armistice de la Première Guerre mondiale, l'Empire allemand évacue ses troupes du territoire géorgien, laissant la place à un contingent britannique.

### Relations avec la Grande-Bretagne
L'intérêt des Britanniques pour la Géorgie est mineur. Ils recherchent avant tout un accès aux réserves de pétrole de la région de Bakou, et les atteignent une première fois en août 1918 à la suite d'un raid surprise à partir de la Perse (Ils garderont la place un mois avant d'être délogés par l'armée ottomane). À l'approche de l'armistice de la Première Guerre mondiale, le 30 octobre 1918, la Grande-Bretagne signe avec l'Empire ottoman une convention lui donnant le contrôle militaire du chemin de fer transcaucasien. Elle fait débarquer à Batoumi, le 11 novembre 1918, un contingent de 30 000 hommes : ils se déploient le long de la ligne de chemin de fer menant à Bakou et prennent le contrôle des champs pétrolifères; un détachements atteint Tiflis le 25 décembre.
Le 29 décembre 1918, ils sont contraints d'arbitrer le conflit armé entre l'Arménie et la Géorgie mettant en jeu la possession des districts de Botchalo et Lori et tranchent en faveur d'une zone neutre à souveraineté arméno-géorgienne partagée. Ils commencent à évacuer le territoire géorgien en septembre 1919, pour terminer le 7 juillet 1920, après que Batoumi soit devenu un port franc sur décision de la Société des Nations. L'armée géorgienne s'en empare, déclenchant la liesse populaire.

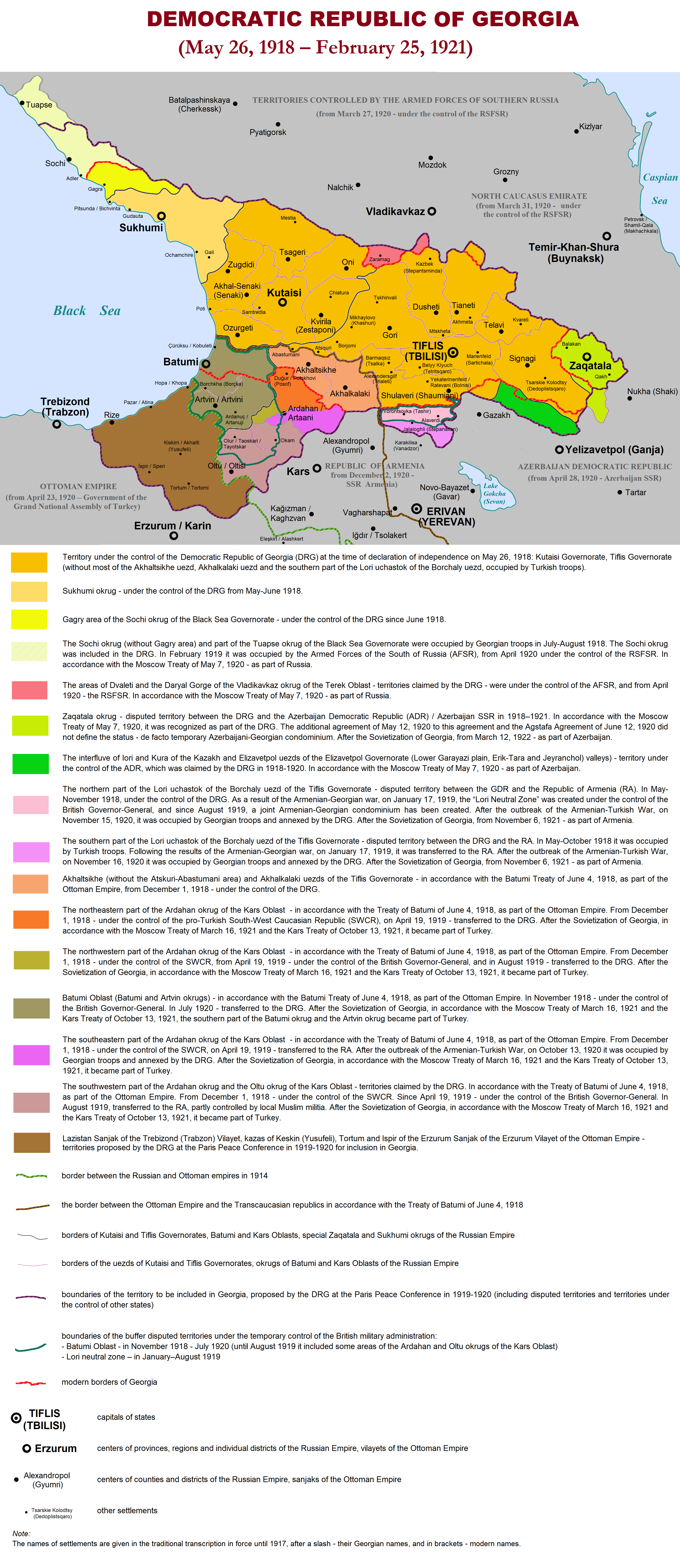
Carte des changements survenus sur le territoire de la République démocratique géorgienne en 1918-1921.

### Relations avec les puissances alliées
L'alliance de la république démocratique de Géorgie avec l'Empire allemand, dès les premiers jours de sa création, n'avait pas prédisposé favorablement les puissances alliées. Aussi lors de la constitution de la délégation à la Conférence de la Paix de Paris, les autorités géorgiennes évitent-elles d'y nommer des personnes trop engagées. Nicolas Tcheidze et Irakli Tsereteli, opposés à toute paix séparée avec l'Empire allemand lorsqu'ils étaient en responsabilité à Petrograd en 1917 et connus en Europe occidentale, en sont président et vice-président : ils proposent à Georges Clemenceau et David Lloyd George un tutorat britannique (ou français) sur les affaires étrangères (et la défense) de la Géorgie et une pleine souveraineté géorgienne sur ses affaires intérieures. Le 16 décembre 1920, l'admission de la RDG à la Société des nations est ajournée. Le 27 janvier 1921, la reconnaissance de jure est acquise, réunissant ainsi sur le plan diplomatique l'Argentine, la Belgique, l'Estonie, les États-Unis, la France, la Grande-Bretagne, l'Italie, la Pologne et la Tchécoslovaquie, après l'Empire allemand (28 mai 1918), l'Empire ottoman, le Japon et la Russie soviétique (7 mai 1920). Un télégramme d'Aristide Briand, président du Conseil de la République française, en informe Evguéni Guéguétchkori, ministre des Affaires étrangères de la RDG.

### Relations avec la Russie soviétique
Les relations avec la Russie soviétique sont complexifiées par le poids de l'héritage historique forgé depuis un siècle, par les différences idéologiques des deux régimes politiques au pouvoir de part et d'autre, par la présence à Tiflis d'une minorité bolchévique géorgienne qui souhaite le rapprochement avec la Russie soviétique et la présence à Moscou d'un pouvoir souhaitant porter son idéologie dans les anciennes possessions caucasiennes, et enfin par les aléas de deux États en cours de restructuration. La reconquête de la Transcaucasie est confiée à l'Armée rouge, la 11e armée établit en avril 1920 un régime soviétique en Azerbaïdjan ; le Géorgien Grigory Ordjonikidzé, actif dans les arcanes du pouvoir bolchévique à Moscou, propose d'avancer jusqu'en Géorgie, Lénine et le Sovnarkom refusent. Pour pallier ce refus, une insurrection bolchévique géorgienne locale (et l'envoi de détachements de l'Armée rouge afin d'éviter les massacres) serait une solution ; la tentative de prise de l'École militaire de Tiflis, le 3 mai 1920, est un fiasco ; les assaillants bolchéviques sont repoussés par le général Guiorgui Kvinitadzé et ses cadets. Une autre solution permettrait l'envoi de l'Armée rouge en Géorgie, des représailles pour avoir aidé les résistants azerbaïdjanais à combattre l'invasion soviétique ; le prétexte est trouvé à Gandja, un détachement de l'Armée rouge entre sur le territoire géorgien, mais est repoussé au Tsiteli Khidi (le Pont rouge). Le gouvernement géorgien rappelle Guiorgui Kvinitadzé au poste de commandant en chef des armées et décrète une mobilisation partielle. Pendant ce temps, la diplomatie s'active : un traité est négocié et signé le 7 mai à Moscou entre Lev Karakhan et Grigol Ouratadzé — envoyé par le gouvernement géorgien — : il a pour objet la reconnaissance de la république démocratique de Géorgie par la Russie soviétique et l'établissement de la paix entre les deux pays ; Lénine fait ajouter une première clause d'officialisation des organisations bolchéviques sur le territoire géorgien (Parti communiste géorgien) et une deuxième clause exigeant la libération des auteurs emprisonnés après la tentative de prise de l'École militaire. Le traité interdit également aux forces étrangères (y compris aux protecteurs occidentaux de Tiflis) de fouler le sol de la Géorgie. Selon les sources soviétiques, les relations avec la Géorgie se détériorent à la suite de violations par le gouvernement géorgien du traité ; toujours selon Moscou, Tiflis arrête des bolchéviques géorgiens, bloque le passage de convois pour l'Arménie et aide secrètement les rebelles armés de Ciscaucasie. Selon les sources géorgiennes, Moscou complote contre la RDG et alimente des révoltes anti-gouvernementales dans plusieurs parties du pays ; Tiflis accuse également la Russie soviétique de provoquer des incidents frontaliers dans la région de Zaqatala, disputée à l'Azerbaïdjan. Le territoire neutre de Lori est également un autre problème : la république socialiste soviétique d'Arménie, nouvellement constituée avec l'aide de l'Armée rouge, demande à la Géorgie de rapatrier ses troupes stationnées dans cette région.
L'invasion par l'Armée rouge débute le 15 février 1921 ; la Turquie profite de la situation et entre dans le pays le 23 février. La république socialiste soviétique de Géorgie, contrôlant la partie Est du pays, est proclamée à Tiflis le 25 février. Différentes armées soviétiques (XIe, IXe, régiments hippomobiles et mécanisés, aviation, soit 50 000 hommes au total) entrent sur le territoire géorgien par la frontière arménienne, la frontière azerbaïdjanaise, le col de Mamissoni et la côte abkhaze. Le combat est trop inégal, la RDG s'effondre : la plupart des membres du Parlement et le gouvernement partent en exil le 16 mars.

## Exil
Le gouvernement géorgien, ainsi que la plus grande partie de la classe politique, trouvent refuge en exil à Constantinople. En 1922, il gagne la France, à Leuville-sur-Orge, où il perdure officiellement jusqu'en 1933. Le soulèvement géorgien d'août 1924, mené par des conjurés à sensibilité nationale-démocrate (Chépitsébouli) et des insurgés à sensibilité social-démocrate (Adjanreboulebi), conduit pour partie à distance, à partir de la France, tente d'attirer l'attention internationale sur le sort de la Géorgie mais est écrasé par les forces soviétiques. En 2005, un inventaire des 500 sépultures du « carré géorgien » du cimetière communal de Leuville-sur-Orge, dont celles des principaux dirigeants historiques de la république démocratique de Géorgie décédés en exil, est publié.

## Héritage

### Politique
Le retour à l'indépendance de la Géorgie de 1918 à 1921 fut d'une importance particulière pour les Géorgiens et a contribué au maintien de leurs sentiments nationaux. Durant le XXe siècle, il a constitué l'un des facteurs d'encouragement au combat contre l'Union soviétique : les dirigeants du mouvement de dissidence géorgienne des années 1980 se sont référés à la RDG et ont créé un parallèle avec leur situation politique, idéalisant parfois l'image de la première république de Géorgie. Le 9 avril 1991, l'indépendance de la Géorgie est retrouvée quand l'Acte de la restauration de l'indépendance d'État de Géorgie est adopté par le Conseil suprême de la république de Géorgie. Les symboles nationaux utilisés par la république démocratique de Géorgie sont utilisés par la Géorgie de 1991 à 2004. Le 26 mai, anniversaire de la création de la RDG, est aujourd'hui célébré comme fête nationale et est jour férié sur le territoire contrôlé par Tbilissi. Les quatre présidents géorgiens qui se sont succédé depuis cette date (Zviad Gamsakhourdia, Edouard Chevardnadze, Mikheil Saakachvili et Guiorgui Margvelachvili) ont eu parfois tendance à instrumentaliser le bilan de la république démocratique de Géorgie afin de conforter l'exercice de leur pouvoir : l'illustration la plus récente en est le retour de propriété à l'État géorgien du domaine de Leuville-sur-Orge le 23 septembre 2016, acquis avec l'argent public en 1922 par des dirigeants en exil de la RDG, célébré comme une victoire nationale, très largement médiatisé en Géorgie et signé la veille d'élections législatives. Une histoire officielle de la république démocratique de Géorgie s'est ainsi écrite.

### Diaspora
L'émigration politique géorgienne qui a suivi l'année 1921 a débattu à propos du bilan de la RDG ; d'un côté l'obédience sociale-démocrate, pour partie convaincue à l'origine que Lénine respecterait les accords de non-agression signés en 1920, a défendu l'action des gouvernements ; de l'autre côté l'obédience nationale-démocrate — qui n'avait pas souhaité reconduire le cabinet d'union nationale en 1919 — a reproché au troisième gouvernement son manque de préparation militaire en prévision d'une offensive de l'Armée rouge. Cette dualité se retrouve au sein de la diaspora géorgienne dans les interprétations et les commémorations, et a conduit à la tentation d'écrire deux histoires parallèles. Aux facteurs idéologiques s'ajoutent parfois des facteurs familiaux et tactiques ; les ancêtres émigrés se voient attribuer par leurs descendants de rôles principaux au sein de la RDG ; les pouvoirs politiques successifs en place à Tbilissi depuis 1991, par récupération de ces mises en scène, ont tenté de crédibiliser leur histoire officielle, destinée à flatter l'opinion publique géorgienne et à consolider leur popularité auprès d'elle.

### Analyse historique
Les quelques historiens et universitaires français intéressés par cette période de l'histoire de la Géorgie, parfois portés par un véhicule linguistique différent du géorgien (russe antérieurement, anglais plus récemment), parfois en proximité de la diaspora géorgienne, parfois sous influence de l'histoire officielle, ont eu tendance à délivrer des analyses à caractère plus politique qu'historique, apportant, volontairement ou involontairement, leurs contributions aux histoires officielles et parallèles. Une génération de jeunes historiens devrait permettre des analyses plus détachées de l'émigration et de la politique (une dizaine de doctorats ont été enregistrés dans les universités françaises depuis 1995 pour des étudiants d'origine géorgienne).

## Sources
- P.G. La Chesnais, La Géorgie pendant la guerre, Librairie Félix Alcan, 1919.
- Alexandre Manvelichvili, Histoire de Géorgie, Nouvelles Éditions de la Toison d’Or, 1951.
- Association géorgienne pour la Société des Nations, La Géorgie, Imprimerie de Leuville-sur-Orge, 1937.
- Anahide Ter Minassian, Histoire croisées. Diaspora, Arménie, Transcaucasie, 1890-1990, Toulouse, Éditions Parenthèses, 1997, 291 p. (ISBN 2-86364-076-3)
- Pierre Razoux, Histoire de la Géorgie : la clé du Caucase, Paris, Éditions Perrin, 2009, 400 p. (ISBN 978-2-262-02645-5).
- Rémi Grulois, L’avenir des Républiques d’Abkhazie et d’Ossétie du Sud au lendemain de la Guerre des cinq jours d’août 2008, Institut d’Études politiques de Lyon, 2011 (lire en ligne).